# Liste der Baudenkmale in Linden-Limmer
Die Liste der Baudenkmale in Linden-Limmer enthält die Baudenkmale der hannoverschen Stadtteile Linden-Mitte, Linden-Nord, Linden-Süd und Limmer.  Aufgrund der hohen Anzahl von Baudenkmalen ist die Liste geteilt, die Baudenkmale sind in folgenden Listen aufgeführt:
- Liste der Baudenkmale in Linden-Nord
- Liste der Baudenkmale in Linden-Mitte
- Liste der Baudenkmale in Linden-Süd
- Liste der Baudenkmale in Limmer (Hannover)